# Hitzacker (Elbe)
Hitzacker is een gemeente in de Duitse deelstaat Nedersaksen, en maakt deel uit van het Landkreis Lüchow-Dannenberg. De gemeente is onderdeel van de Samtgemeinde Elbtalaue.
Hitzacker telt 4.973 inwoners. Het stadje heeft de status van Staatlich anerkannter Luftkurort.

## Geografie
De gemeente ligt in een streek, die wel met Wendland wordt aangeduid, naar de Slavische volkeren, die er tot in de middeleeuwen leefden. Veel plaatsnamen in deze streek zijn nog van Slavische oorsprong.
Hier mondt de Jeetzel in de Elbe. De Jeetzel splitst zich bij Hitzacker in twee armen en vormt zo een stadsgracht om het centrum van Hitzacker heen.
Rondom Hitzacker strekken zich twee landschapstypen uit: in het noorden en oosten het oeverlandschap van de Elbe, dat vlak is, en grotendeels bestaat uit met weilanden bedekt polderland; en in het zuiden en westen een landschap met zanderige heuvels (o.a. de 83 m hoge Klötzie), dat een overgangsgebied naar de Lüneburger Heide vormt.

### Stadsdelen
De gemeente Hitzacker bestaat sedert de gemeentelijke herindeling van 1972, waarbij een aantal kleine dorpen aan de stad werden toegevoegd, uit de volgende 12 stadsdelen:
- het stadje Hitzacker zelf
  - het tot de stad behorende dorpje Sarchem, 2 km W
- Bahrendorf, 7 km NW (ten noordwesten van het stadscentrum)
- Grabau, 3 km ZO
- Harlingen, 3 km W
- Kähmen, 2 km Z, met een 15e-eeuwse, in de 19e eeuw herbouwde, watermolen
- Nienwedel, een schilderachtig terpdorpje aan de Elbe, met enkele vakwerkboerderijen, 1½ km O
- Pussade, 2 km W
- Seerau, ruim 1 km Z, aan de Jeetzel
- Tießau, 4 km NW, aan de Elbe en aan de voet van beboste heuvels, met enige campings, en aan een zijarm van de Elbe een klein haventje voor plezierboten
- Tiesmesland, 6 km NW, aan de Elbe
- Wietzetze, 8 km NW
- Wussegel, 2 km O, aan de Elbe

### Buurgemeentes
- In het noordwesten: Neu Darchau
- In het westen: Nahrendorf in de Samtgemeinde Dahlenburg
- In het zuidwesten: Göhrde
- In het zuidoosten: Dannenberg
- In het noorden, aan de overkant van de Elbe: Amt Neuhaus.

## Infrastructuur

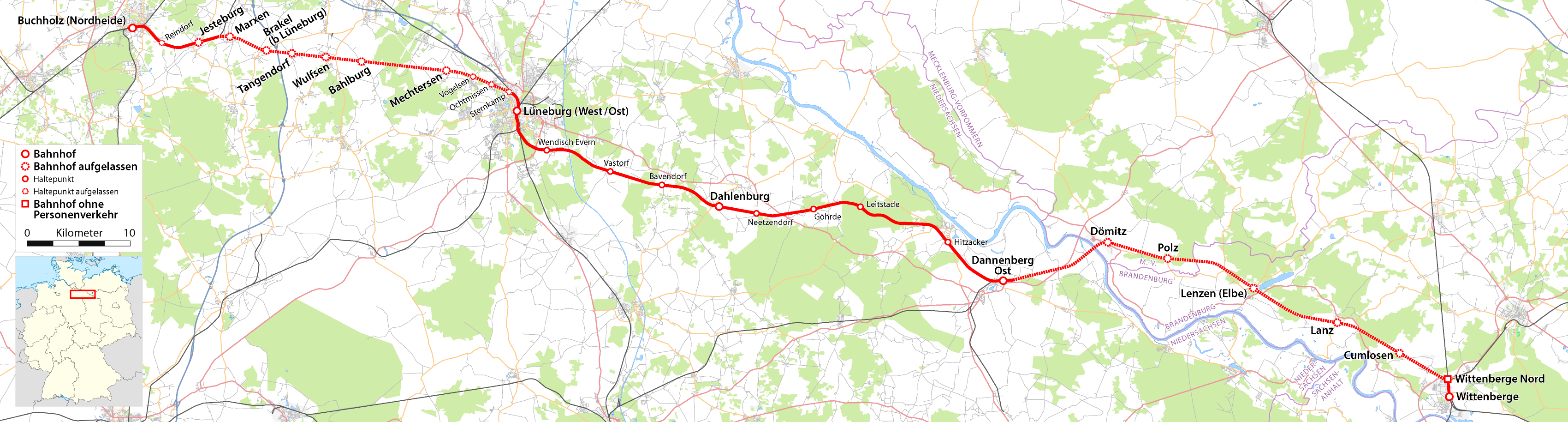
Kaart spoorlijn Dannenberg-Lüneburg
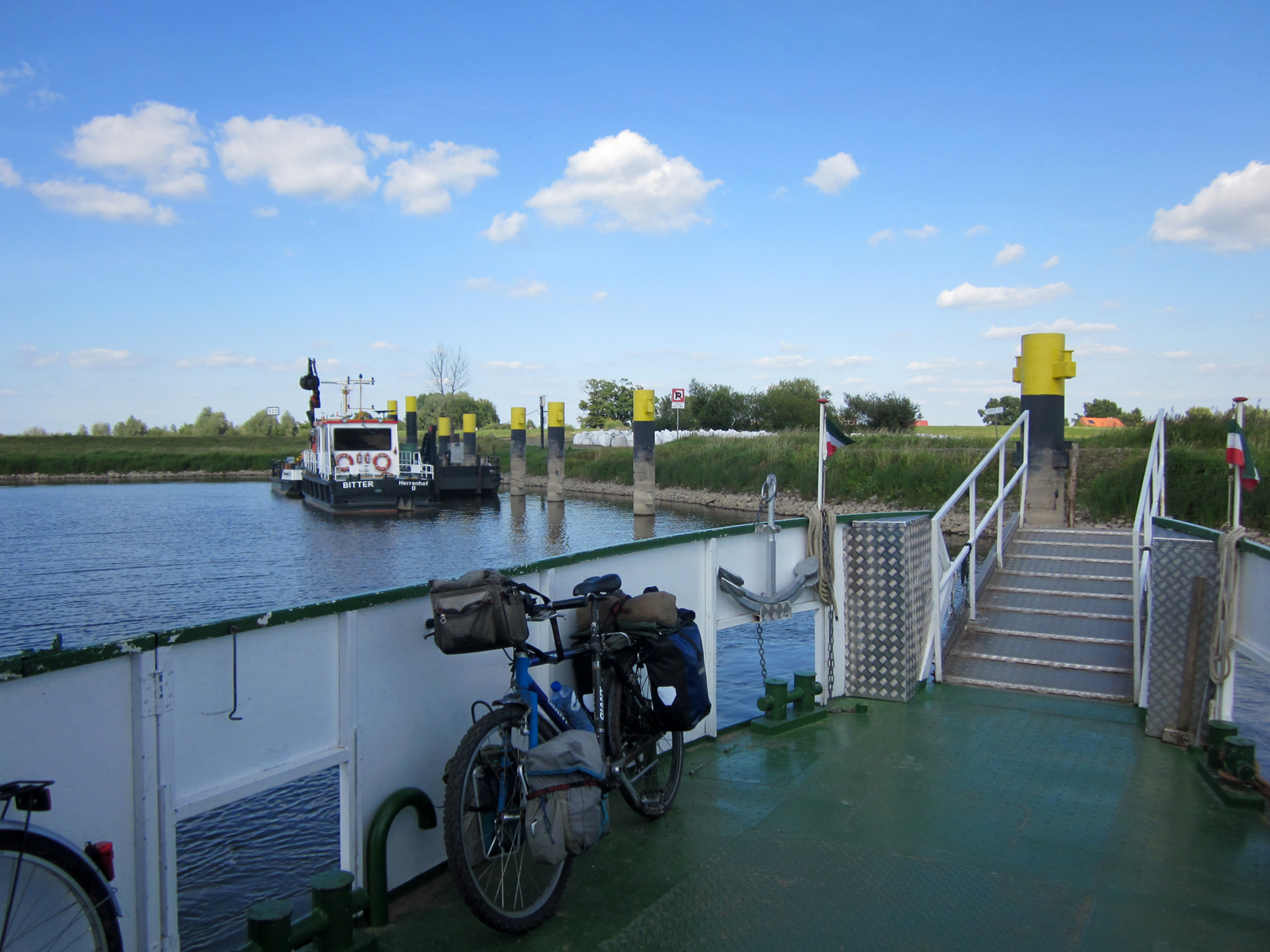
Voetveer over de Elbe Herrenhof-Hitzacker v.v.

De belangrijkste hoofdverkeersweg in de omgeving van Hitzacker is de Bundesstraße 216. Vanuit het centrum van Hitzacker is deze weg, zuidwaarts rijdend, bereikbaar via Kähmen en Streetz, een dorpje in de gemeente Dannenberg; totale afstand ongeveer 6 km. Autobahnen zijn in de omgeving van Hitzacker geheel afwezig; de dichtstbijzijnde ligt in de omgeving van Lüneburg, 40 km westwaarts.
Hitzacker heeft een station aan een spoorlijn tussen Dannenberg en Lüneburg v.v. Zie: spoorlijn Wittenberge - Jesteburg. Naast station Hitzacker ligt ook de spoorweghalte station Leitstade, 8 km ten westen van Hitzacker, nog binnen de gemeentegrenzen. De frequentie van het treinverkeer is beperkt (1 x per drie uur een stoptrein). Er bestaan infrequente streekbusverbindingen met de steden Lüneburg, Uelzen en Dannenberg.
Er bestaat een voetveer over de Elbe tussen Hitzacker en Herrenhof, een gehucht onder het dorpje Kaarßen, dat tot de gemeente Amt Neuhaus behoort.

## Economie
Reeds sinds het einde van de 19e eeuw is in Hitzacker het toerisme van betekenis, en het is tegenwoordig het belangrijkste middel van bestaan. Op de Weinberg is reeds sedert vóór 1900 een Kurhotel gevestigd. Veel hotels in Hitzacker bieden hun gasten een wellness- of beauty-arrangement.

## Geschiedenis

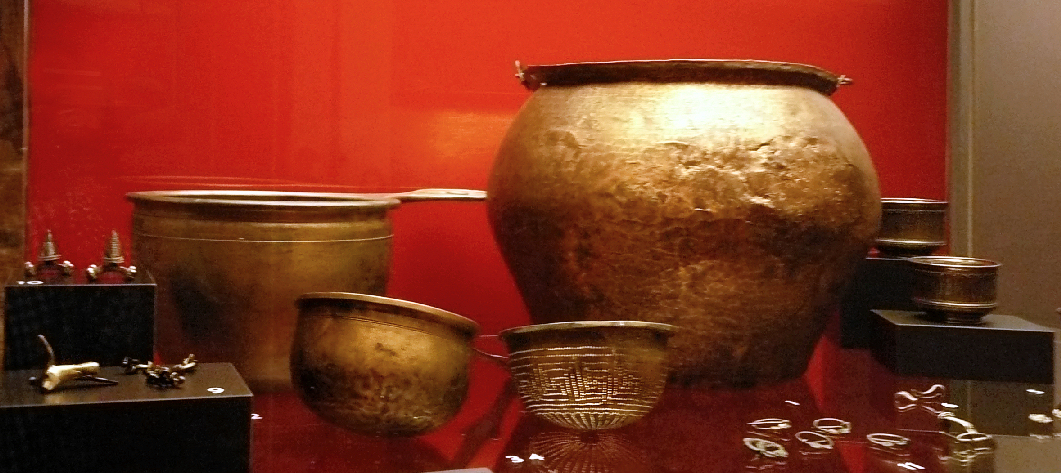
Vondsten uit de Vorstengraven van Marwedel
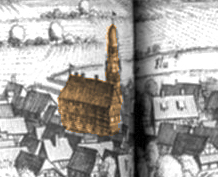
Hitzacker met stadskasteel, Merian-prent uit de 17e eeuw

Op een locatie ten zuiden van de oude binnenstad van Hitzacker, aan de oever van de Jeetzel, zijn sporen van bewoning uit de periode 2200 v.Chr. tot plm. 700 na Chr. ontdekt. Ter plaatse is een archeologisch openluchtmuseum ingericht.
Vermoedelijk uit de 2e eeuw dateren de, in de eerste helft van de 20e eeuw gedane, vondsten van kostbare grafgiften uit de zogenaamde Fürstengräber von Marwedel. Marwedel is de meest zuidelijke wijk van het stadje Hitzacker. De vondsten bevinden zich in musea te Vietze en Lüneburg. De toeschrijving ervan aan Germaanse vorsten is wetenschappelijk twijfelachtig.
Vanaf de 9e eeuw waren leden van Slavische stammen in het gebied woonachtig. Zij hadden op de tegenwoordige Weinberg van de 9e tot en met de 11e eeuw een walburcht. Deze werd later door de mannen van hertog Hendrik de Leeuw veroverd. Nog later in de 13e eeuw had een roofridder, genaamd Hermann Ribe er een kasteel, dat in 1296 werd verwoest. De vanaf de 16e eeuw verlaten heuvel werd zeker al vanaf 1521 voor wijnbouw gebruikt.
Hertog Albrecht I van Saksen liet in 1258 het stadje Hitzacker bouwen, met daar middenin (waarschijnlijk het zuidoostelijke gedeelte van het huidige stadscentrum) een nieuw kasteel. De oude burcht op de Weinberg bestond nog, en Hitzacker en de beide kastelen waren vanaf de middeleeuwen van tijd tot tijd twistappels tussen het Hertogdom Brunswijk-Lüneburg en het Hertogdom Saksen-Lauenburg. In 1548 viel het stadje met het kasteel ten offer aan een grote stadsbrand. In 1604 liet hertog August van Brunswijk-Wolfenbüttel het kasteel herbouwen; de hertog resideerde er tot 1635. Deze hertog was befaamd als verzamelaar van belangrijke boeken. Een groot deel van de collectie van de huidige Herzog August Bibliothek liet hij tijdig, in 1635, van Hitzacker naar Wolfenbüttel overbrengen. Een schaduwzijde van hertog Augusts regime in Hitzacker was, dat hij ongeveer 40 mensen wegens vermeende hekserij ter dood liet brengen.
In de Dertigjarige Oorlog (1618-1648) werden stad en kasteel nogmaals geplunderd en afgebrand, en wel in 1642 door Zweedse troepen. Het kasteel in de stad werd daarna niet hersteld, maar maakte plaats voor woningen.
Historische gebeurtenissen in Hitzacker van belang vanaf de 18e eeuw zijn niet overgeleverd. In de periode van de Tweede Wereldoorlog tot aan de Duitse hereniging in 1990, was het een grensplaats voor de scheepvaart op de Elbe. In 2002 en 2006 had Hitzacker te lijden van overstromingen van de Elbe. Daarna zijn nieuwe waterwerken gebouwd (een spuisluis, een gemaal en een stormvloedkering).
Onder andere in 2005 en in september 2014 bezocht de Nederlandse oud-koningin Beatrix Hitzacker. In 2014 onthulde zij er een plaquette, die aangaf, dat een nieuw aangelegde straat, de Prinz-Claus-Promenade, naar haar in 2002 overleden echtgenoot Prins Claus was genoemd.

## Bezienswaardigheden, evenementen
- De oude binnenstad van Hitzacker is schilderachtig, met veel oude vakwerkhuizen.
- Bezienswaardig is de oude, evangelisch-lutherse, Johanniskirche, met in het interieur een fraai altaarstuk en met glas-in-loodramen, die tussen 1917 en 1928 zijn aangebracht. In de kerk vinden, vooral 's zomers, muziekuitvoeringen plaats. De kerk is mede ingericht als rustpunt voor fietstoeristen, die er kunnen mediteren en van het toilet gebruik kunnen maken.
- De kunstgalerie voor wisselende tentoonstellingen Kunsthalle Oktogon is in de voormalige rooms-katholieke kerk[2] Maria-Koningin gevestigd. Het gebouw heeft een opvallende architectuur en werd voltooid in 1964.
- Ten oosten van de binnenstad, en ten zuiden van de monding van de Jeetzel in de Elbe bevindt zich een meertje van 1100 x 850 meter, de Hitzacker See, met een jachthaven.
- Ten noorden van de Hitzacker See ligt een openluchtmuseum, genaamd Archäologisches Zentrum Hitzacker, dat is gewijd aan de Bronstijd. Er staan gereconstrueerde huizen, en er vinden ook aan de Bronstijd gerelateerde evenementen plaats. Verder kan men er in het huwelijk treden en het Langhaus voor feesten en partijen huren. Het museum is van april t/m oktober geopend. Tot de oprichters van het museum behoorde de Nederlandse archeoloog Jan Joost Assendorp.
- Het stedelijke Museum Hitzacker is in het oude vakwerkhuis Altes Zollhaus gevestigd. In het museum wordt ook aan Claus von Amsberg (Prins Claus) aandacht besteed.
- De twee hunebedden van Wietzetze, die toegeschreven worden aan dragers van de in de Jonge Steentijd te dateren trechterbekercultuur (3500-2800 v.Chr.), Sprockhoff-nummers 724 en 725, liggen ten noordwesten van het stadsdeel Harlingen in een bos nabij de spoorbaan.
- De 53 meter hoge heuvel Weinberg doet zijn naam eer aan, want er staan daadwerkelijk wijnstokken. Vanaf de top van deze beboste heuvel, waar ooit een burcht stond, heeft men een fraai uitzicht over het 40 meter lager gelegen Elbe- en Jeetzeldal.
- In de bosrijke en enigszins heuvelachtige omgeving zijn een aantal wandel- en fietsroutes uitgezet.
- Rondom Hitzacker zijn enige mogelijkheden voor watersport, o.a. kanovaren.
- Langs de Elbe loopt een langeafstands-fietsroute van Špindlerův Mlýn naar Cuxhaven v.v.. Deze Elberadweg (D10) heeft Hitzacker als etappeplaats.
- Jaarlijks rond 1 augustus wordt in Hitzacker een festival voor klassieke muziek gehouden met de naam Sommerliche Musiktage Hitzacker. Het accent ligt op klassieke en experimentele kamermuziek. Gelieerd aan dit festival vinden ook kleinschalige evenementen plaats op het gebied van andere kunstvormen (toneel, film, literatuur enz.). Veel componisten en orkestleiders gebruiken dit festival voor premières van nieuwe, experimentele stukken of arrangementen. Een soortgelijk, maar meer klassiek gericht festival, de Hitzacker Musikwoche, vindt jaarlijks omstreeks februari plaats.

## Afbeeldingen

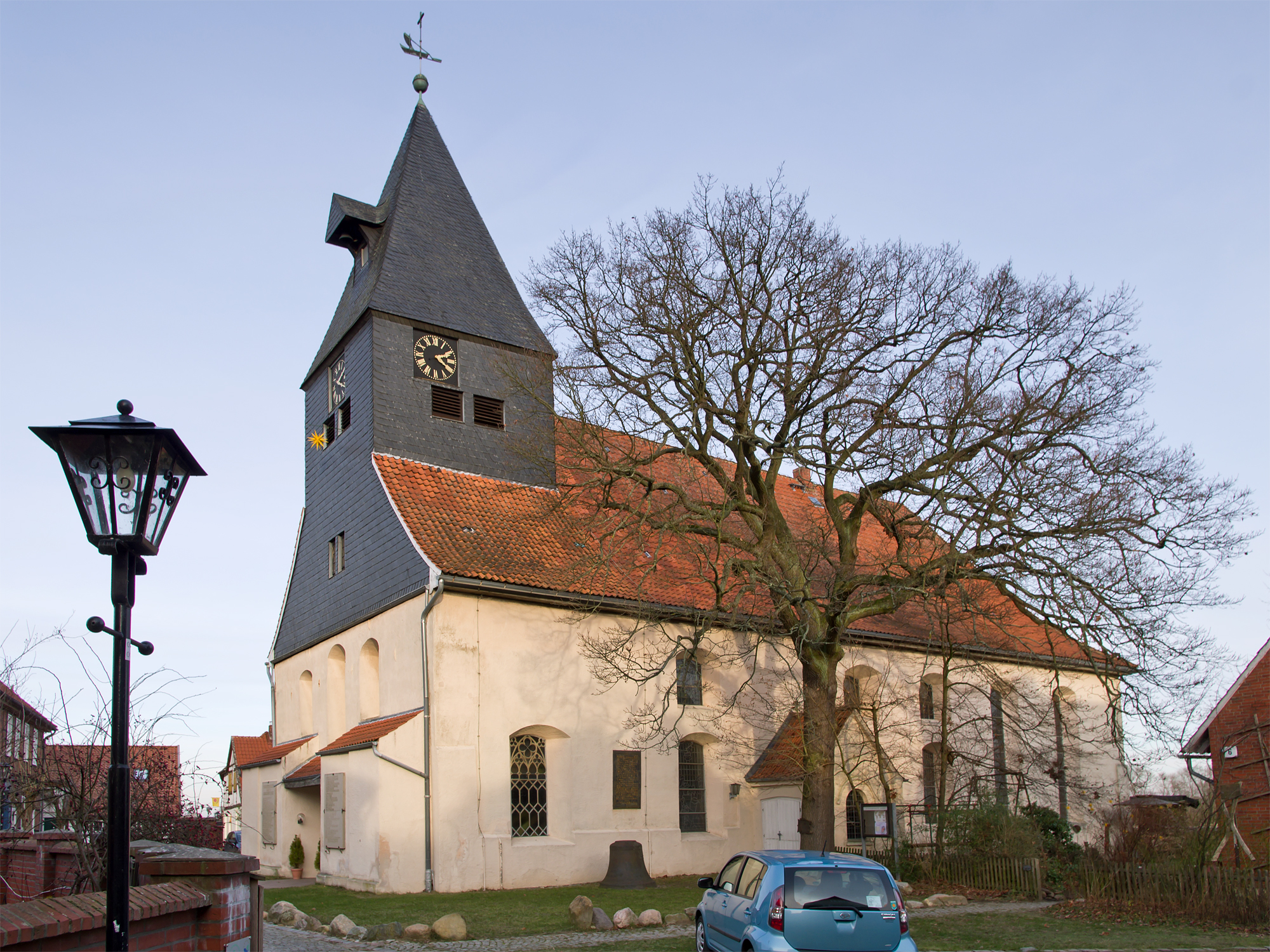
Johannes-de-Doperkerk (Johanniskirche)
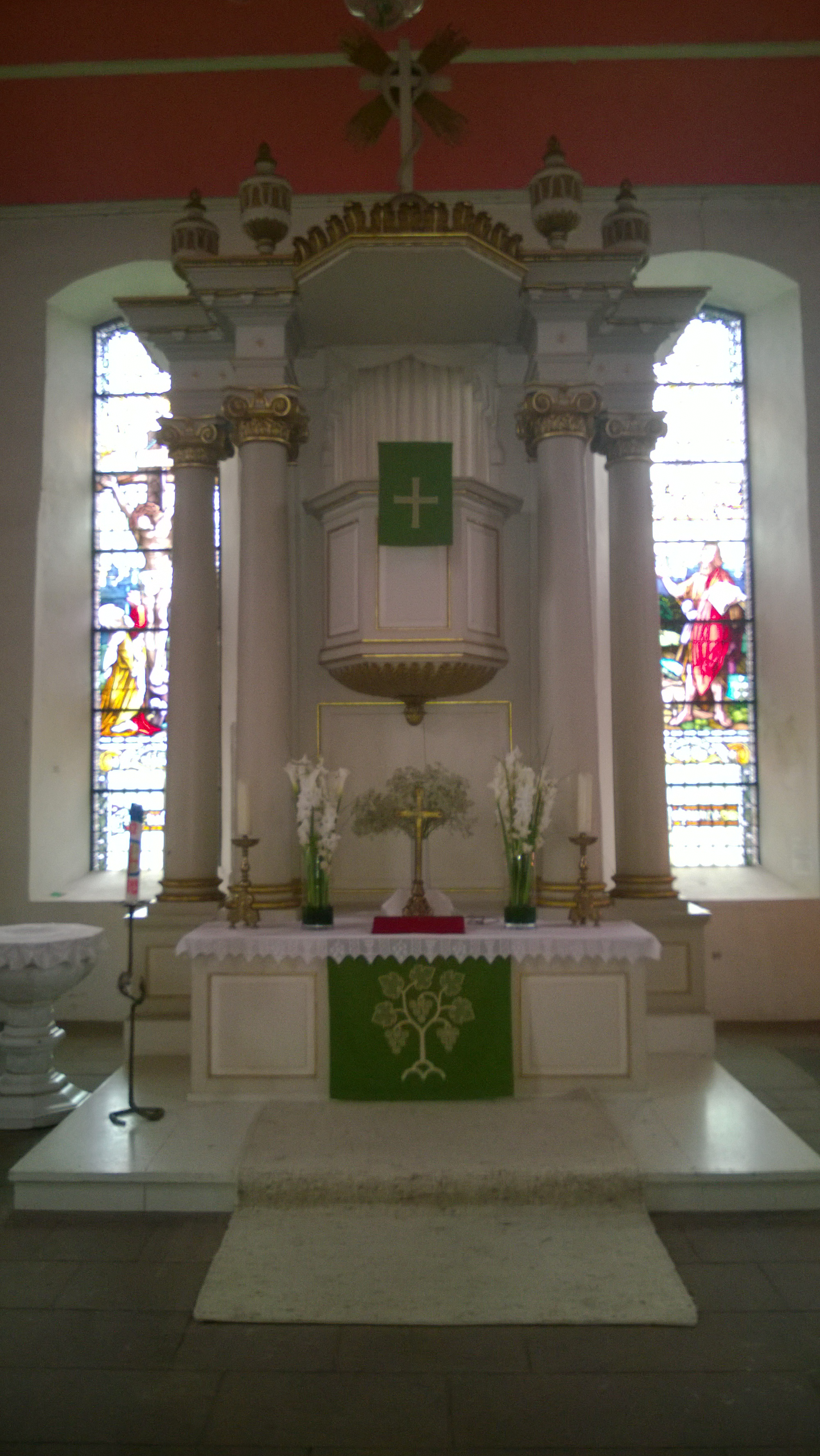
Altaar in deze kerk
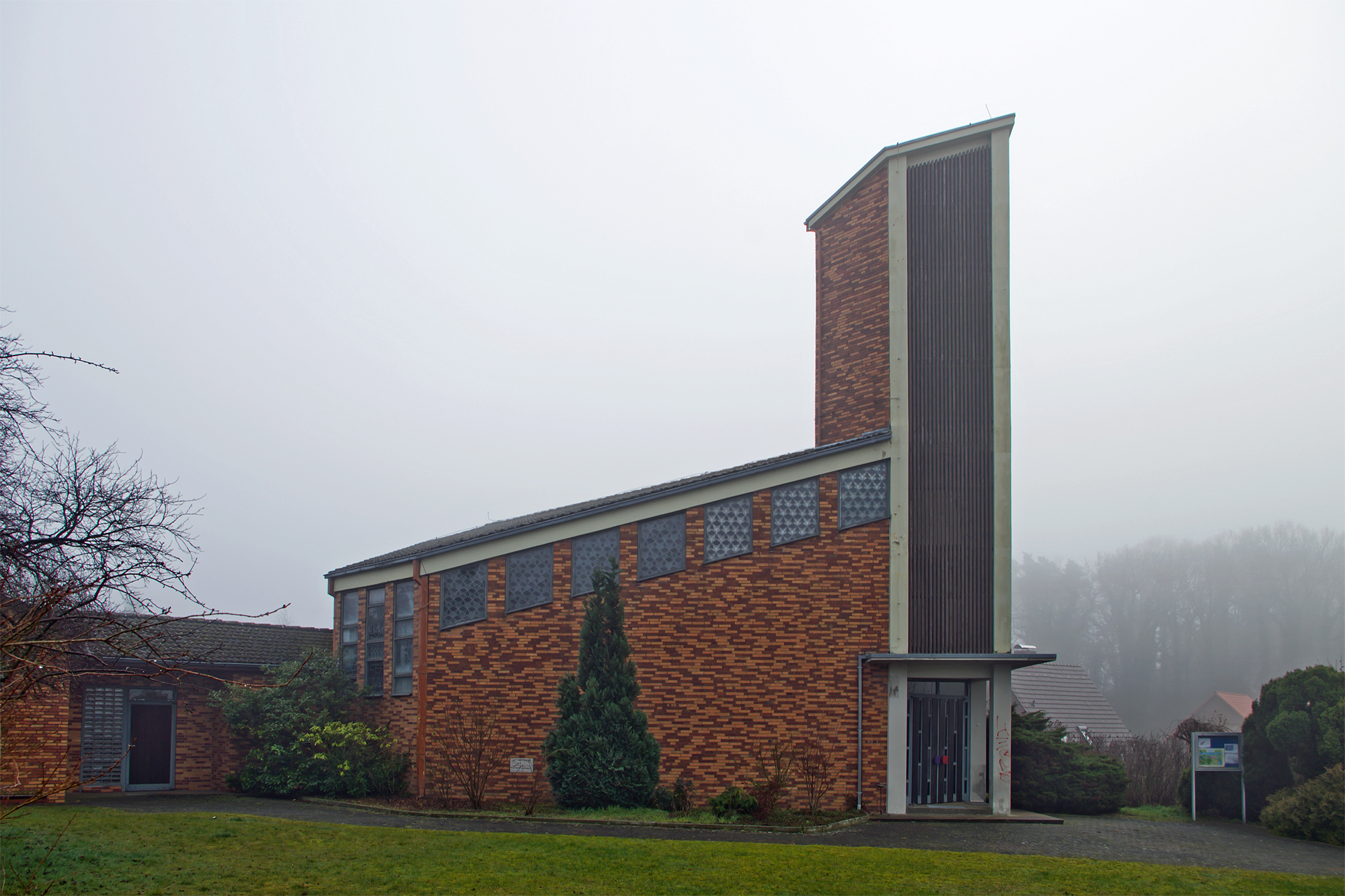
Voormalige R.K. kerk, tegenwoordig Kunsthalle Oktogon
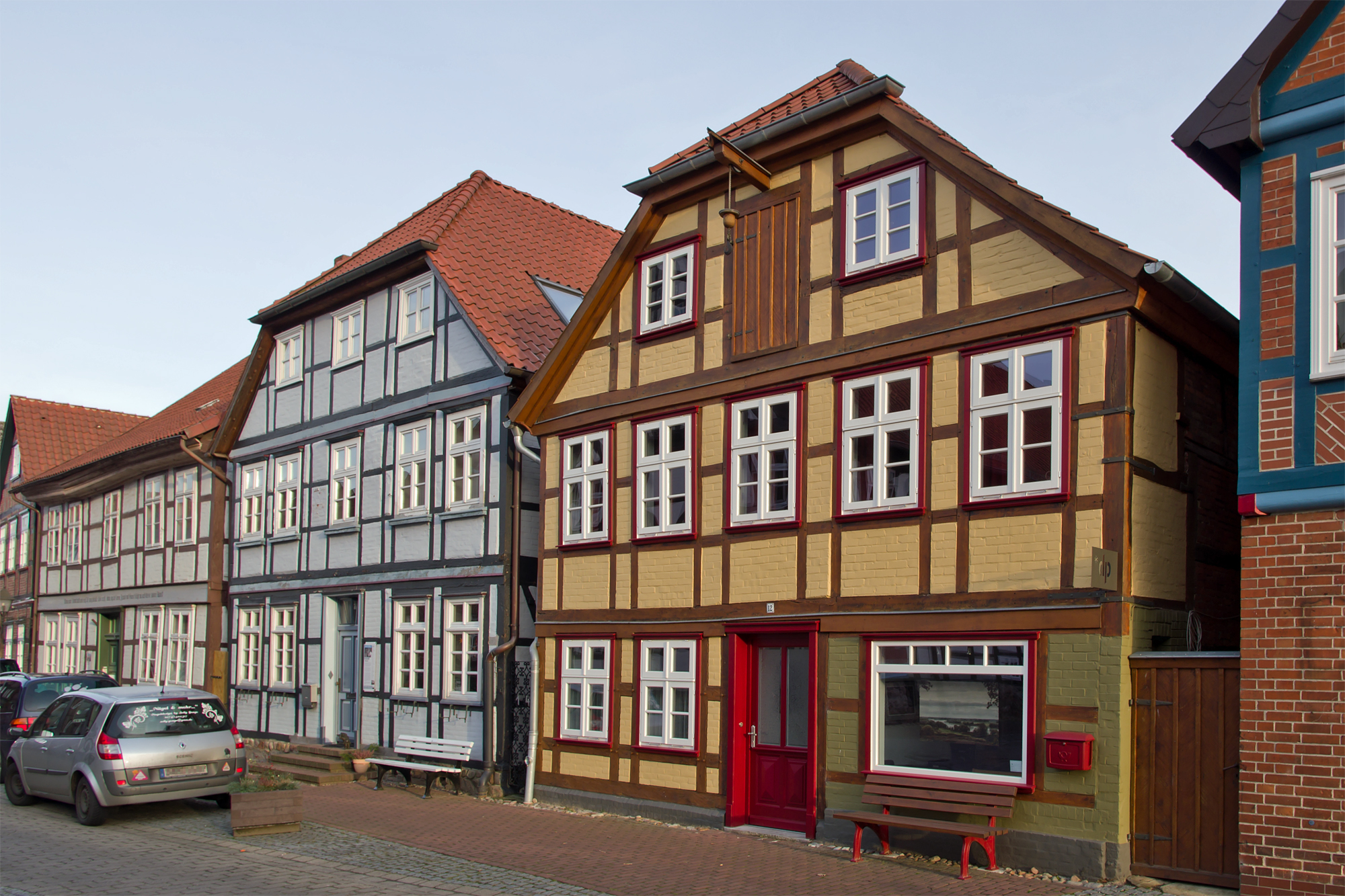
Vakwerkhuizen aan de Hauptstraße
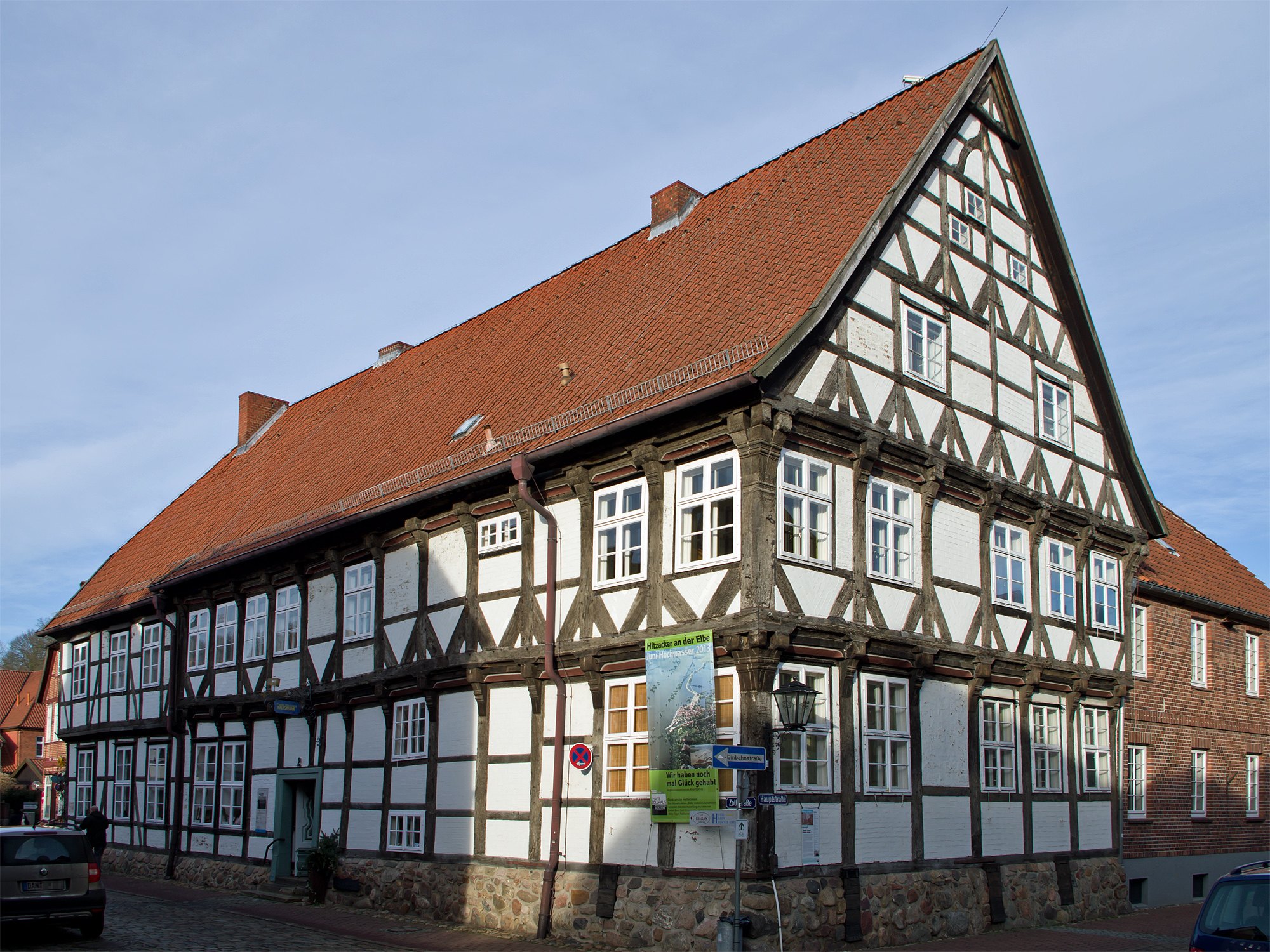
Museum in het Oude Tolhuis (Altes Zollhaus)
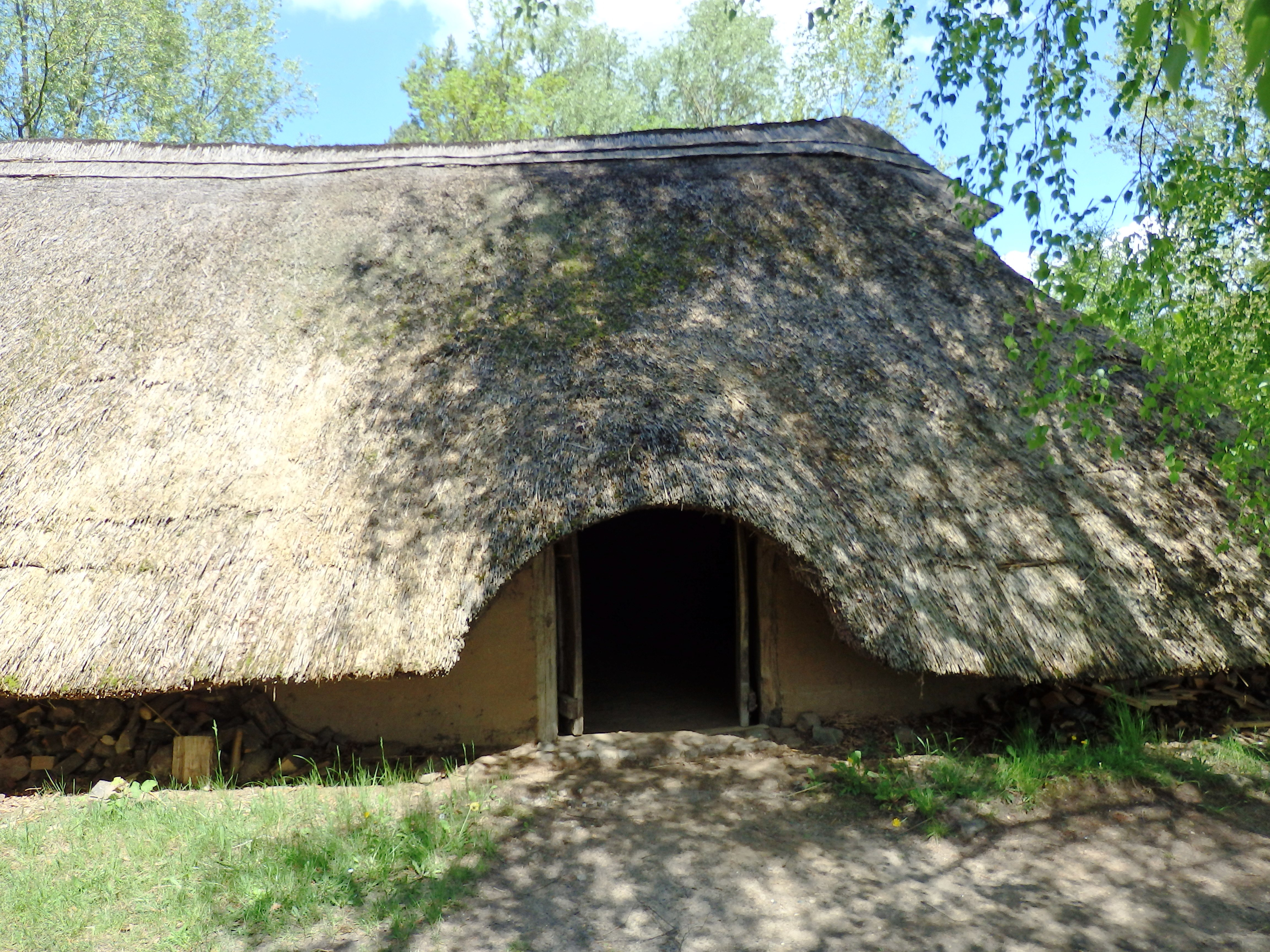
Gereconstrueerd prehistorisch langhuis, Archäologisches Zentrum Hitzacker
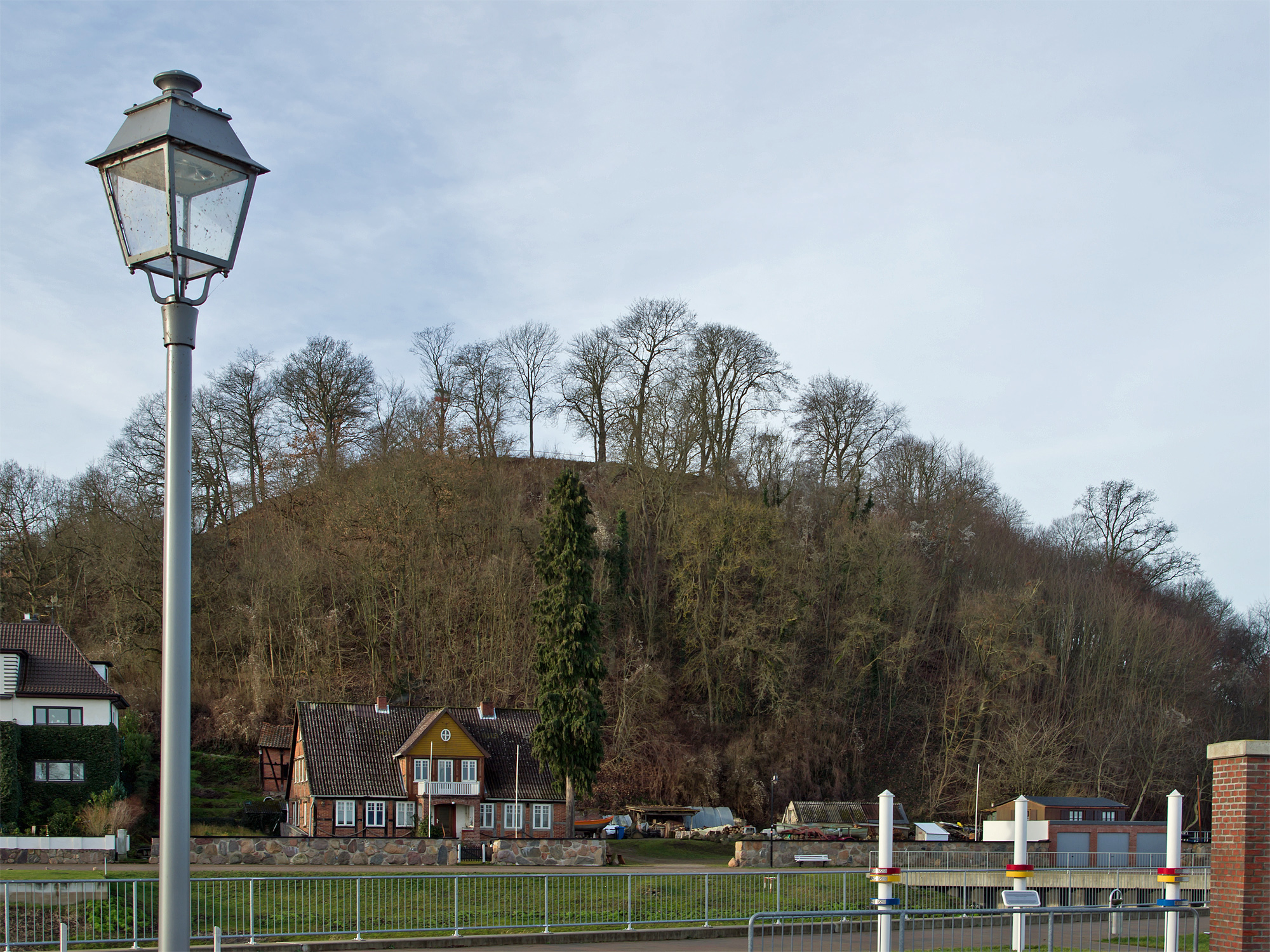
De heuvel Weinberg te Hitzacker
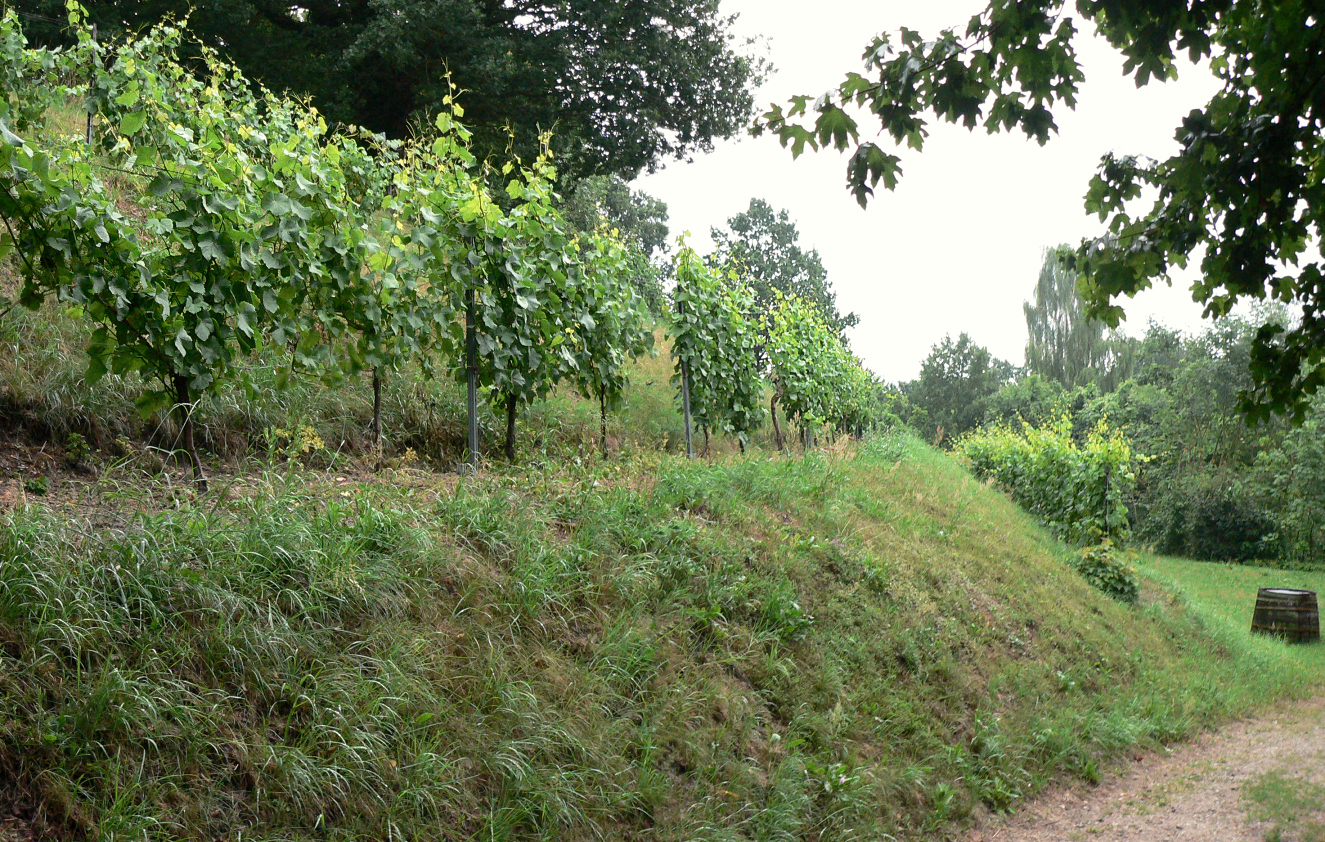
Wijnstokken op deze heuvelhelling
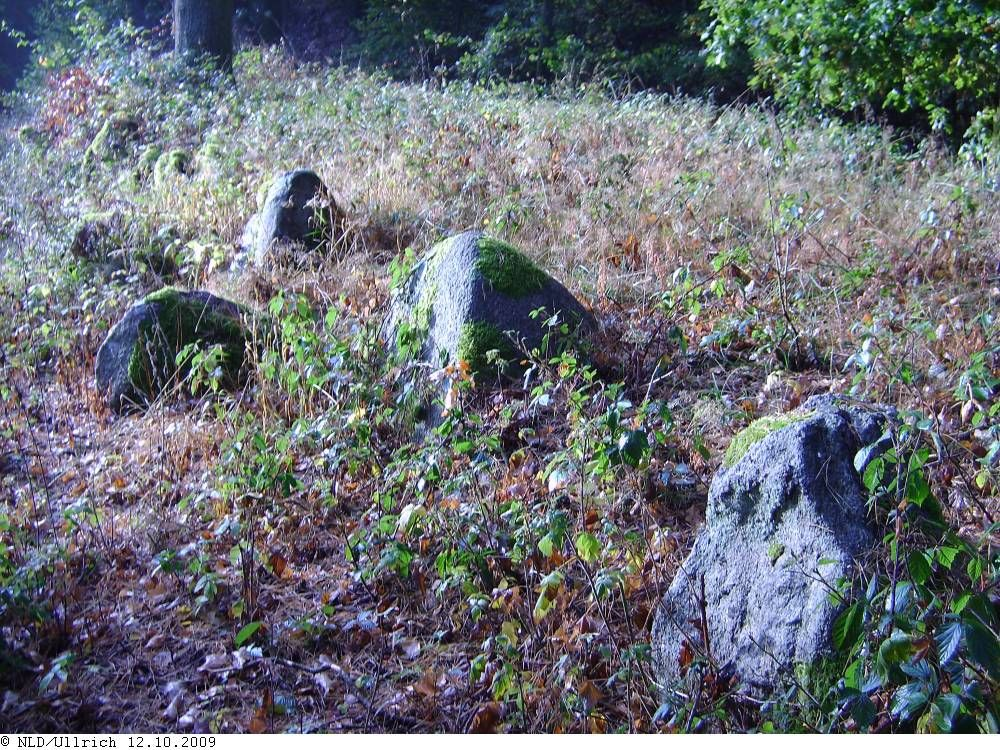
Großsteingrab Wietzetze 1, Sprockhoff-Nr. 724
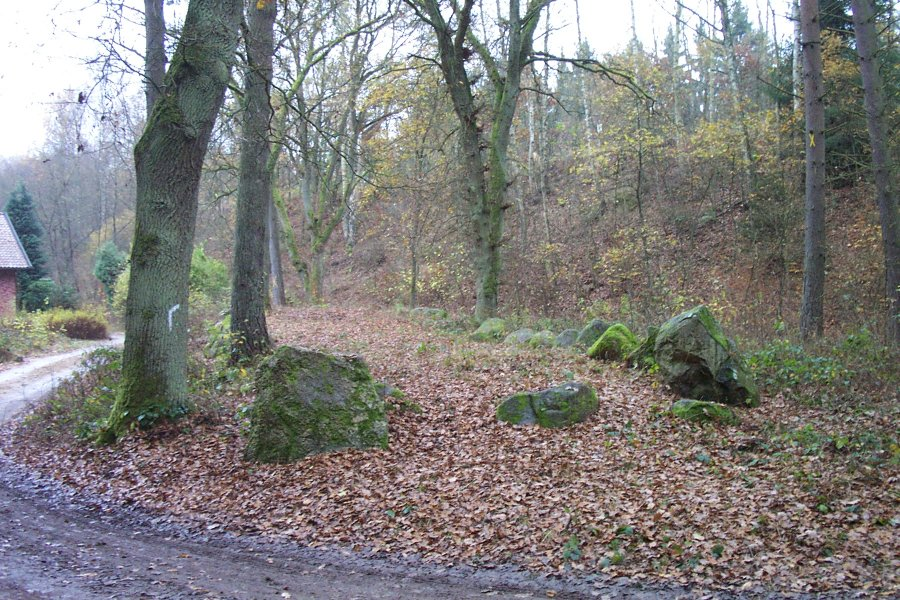
Hunebed Wietzetze 2, Sprockhoff-Nr. 725
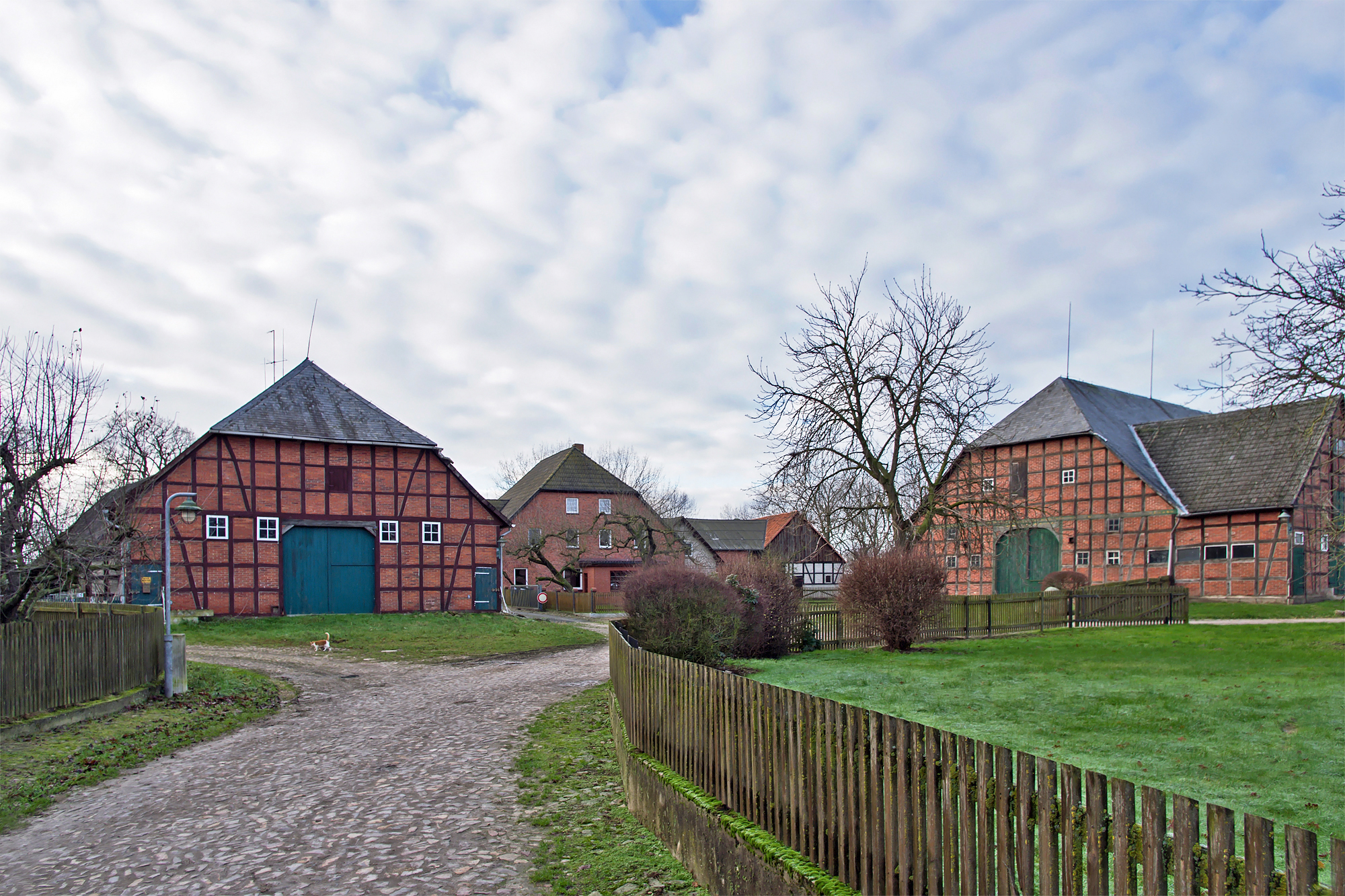
Het terpdorpje Nienwedel
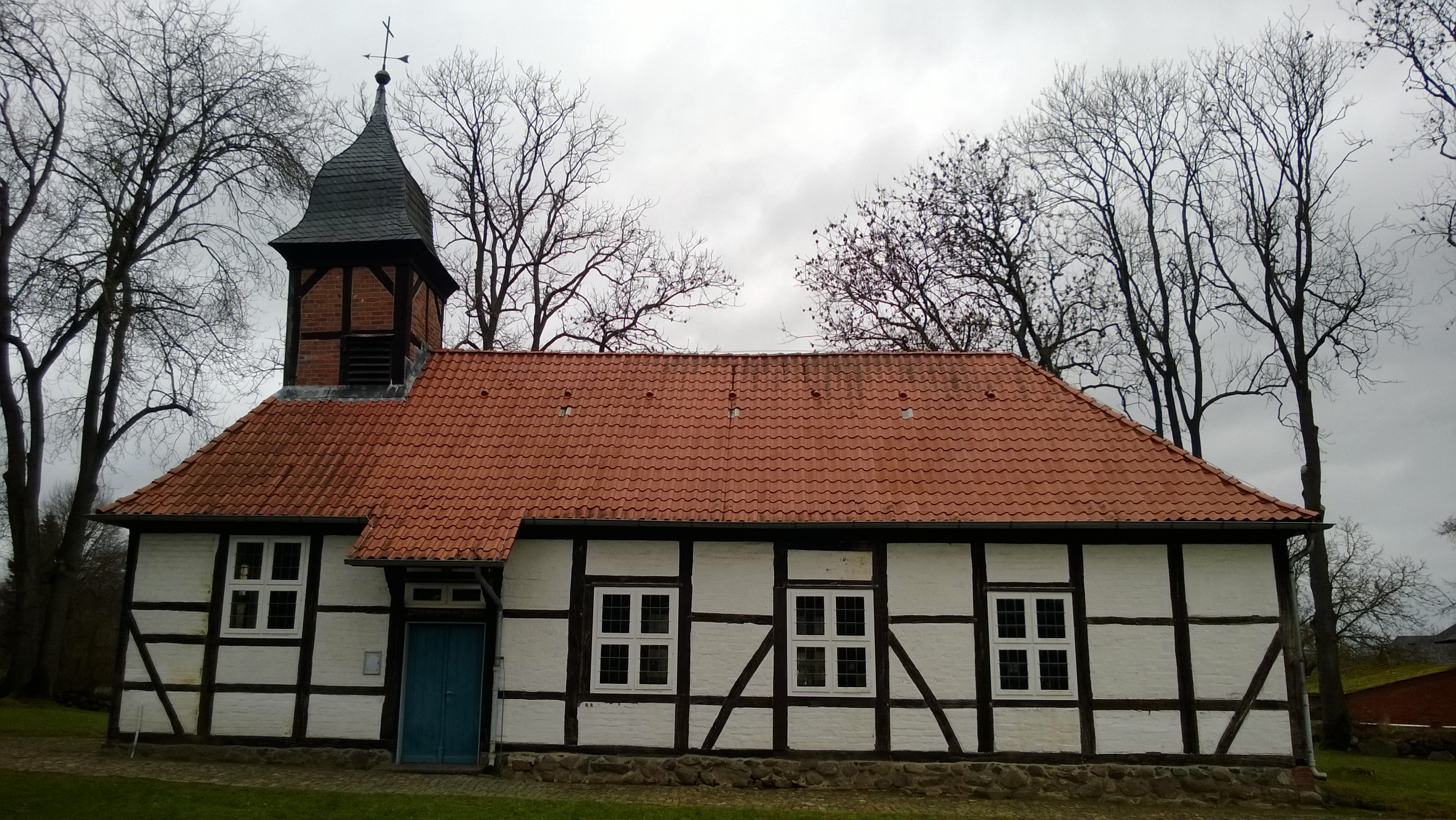
Kapel van Wietzetze

## Bekende inwoners van Hitzacker

### Geboren
- Bernard Varen (1622-1650/1651), een van de grondleggers van de geografie
- Rudolf August van Brunswijk-Wolfenbüttel (1627-1704), hertog van Brunswijk-Wolfenbüttel
- Anton Ulrich van Brunswijk-Wolfenbüttel (1633-1714), hertog van Brunswijk-Wolfenbüttel
- Prins Claus (1926-2002), echtgenoot van voormalig koningin Beatrix der Nederlanden.[4]
- Michael Schulz (1961), voetballer en Duits international[5]

### Overigen
- Gösta von dem Bussche-Haddenhausen, (Doberan, 26 januari 1902 – landgoed Dötzingen bij Hitzacker, 13 juni 1996), de moeder van prins Claus
- Kristina Söderbaum (Stockholm, 5 september 1912 – Hitzacker, 12 februari 2001), Zweeds, later Duits filmactrice, vanaf 1936 zeer populair ten tijde van het Derde Rijk en daarom omstreden